# Équipe d'Algérie féminine de volley-ball en 2015
L'Équipe d'Algérie de volley-ball féminin participera en 2015 au Championnat d'Afrique (12-20 juin), à la Grand Prix mondial (28 juin-2 août) et au Coupe du monde (22 août-6 septembre).

## Les matchs des A
| Date               | Lieu                               | Adversaire             | Score                               | Durée  | Compétition | Meilleur marqueur                            | Référence |
| 3 mai 2015         | Bordj Bou Arreridj                 | Tunisie                | 3-2 (27-29 21-25 25-22 25-17 15-10) |        | QJA         | -                                            |           |
| 4 mai 2015         | Bordj Bou Arreridj                 | Tunisie                | 3-1 (25-20 25-21 23-25 25-22)       |        | QJA         | -                                            |           |
| 13 juin 2015       | Kasarani Sports Center Nairobi     | Botswana               | 1-3 (17-25 25-17 20-25 16-25)       |        | CAVB        | -                                            |           |
| 14 juin 2015       | Kasarani Sports Center Nairobi     | Kenya                  | 3-0 (25-20 25-22 25-19)             |        | CAVB        | -                                            |           |
| 15 juin 2015       | Kasarani Sports Center Nairobi     | Maurice                | 3-0 (25-15 25-15 26-24)             |        | CAVB        | -                                            |           |
| 17 juin 2015       | Kasarani Sports Center Nairobi     | Sénégal                | 0-3 (14-25 17-25 22-25)             | 1 h 12 | CAVB        | -                                            |           |
| 20 juin 2015       | Kasarani Sports Center Nairobi     | Kenya                  | 3-0 (25-17 25-21 25-20)             | 1 h 11 | CAVB        | -                                            |           |
| 26 juin 2015       | Zhastar Sports Palace Taldykourgan | Kazakhstan             | 3-0 (25-23 25-17 25-20)             | 1 h 8  | GPM         | Safia Boukhima (9) Lydia Oulmou (9)          | [ 1 ]     |
| 27 juin 2015       | Zhastar Sports Palace Taldykourgan | Cuba                   | 3-0 (25-19 25-18 25-16)             | 1 h 7  | GPM         | Kahina Arbouche (9)                          | [ 2 ]     |
| 28 juin 2015       | Zhastar Sports Palace Taldykourgan | Australie              | 3-0 (25-19 25-22 25-13)             | 1 h 10 | GPM         | Redouani Amina (12)                          | [ 3 ]     |
| 3 juillet 2015     | Salle Belakhdar Tahar Chéraga      | Australie              | 3-2 (25-18 25-23 21-25 20-25 15-10) | 2 h 11 | GPM         | Safia Boukhima (19)                          | [ 4 ]     |
| 4 juillet 2015     | Salle Belakhdar Tahar Chéraga      | Mexique                | 3-2 (25-20 22-25 25-14 21-25 15-13) | 2 h 13 | GPM         | Safia Boukhima (21)                          | [ 5 ]     |
| 5 juillet 2015     | Salle Belakhdar Tahar Chéraga      | Kenya                  | 2-3 (25-20 15-25 25-23 13-25 13-15) | 1 h 54 | GPM         | Kahina Arbouche (18)                         | [ 6 ]     |
| 22 août 2015       | Matsumoto City Gymnasium Matsumoto | Pérou                  | 0-3 (16-25 13-25 16-25)             | 1 h 3  | CM          | Melissa Kasri (12)                           | [ 7 ]     |
| 23 août 2015       | Matsumoto City Gymnasium Matsumoto | Chine                  | 0-3 (5-25 11-25 8-25)               | 0 h 55 | CM          | Melissa Kasri (3) Nour El Houda Bouregua (3) | [ 8 ]     |
| 24 août 2015       | Matsumoto City Gymnasium Matsumoto | Corée du Sud           | 0-3 (8-25 9-25 19-25)               | 1 h 7  | CM          | Nawel Hammouche (5)                          | [ 9 ]     |
| 26 août 2015       | Matsumoto City Gymnasium Matsumoto | Serbie                 | 0-3 (7-25 11-25 3-25)               | 0 h 58 | CM          | Safia Imadali (2) Chahla Benmokhtar (2)      | [ 10 ]    |
| 27 août 2015       | Matsumoto City Gymnasium Matsumoto | États-Unis             | 0-3 (7-25 2-25 5-25)                | 0 h 52 | CM          | Nadira Ait Oumghar (3)                       | [ 11 ]    |
| 30 août 2015       | Momotaro Arena Okayama             | Argentine              | 0-3 (11-25 8-25 11-25)              | 1 h 0  | CM          | Nawel Hammouche (7)                          | [ 12 ]    |
| 31 août 2015       | Momotaro Arena Okayama             | Cuba                   | 0-3 (17-25 16-25 14-25)             | 1 h 3  | CM          | Nawel Hammouche (9)                          | [ 13 ]    |
| 1er septembre 2015 | Momotaro Arena Okayama             | Kenya                  | 0-3 (14-25 11-25 11-25)             | 0 h 57 | CM          | Nawel Hammouche (10)                         | [ 14 ]    |
| 4 septembre 2015   | Nippon Gaishi Hall Nagoya          | Japon                  | 0-3 (8-25 10-25 6-25)               | 1 h 12 | CM          | Nadira Ait Oumghar (6)                       | [ 15 ]    |
| 5 septembre 2015   | Nippon Gaishi Hall Nagoya          | République dominicaine | 0-3 (11-25 12-25 7-25)              | 1 h 6  | CM          | Chahla Benmokhtar (6)                        | [ 16 ]    |
| 6 septembre 2015   | Nippon Gaishi Hall Nagoya          | Russie                 | 0-3 (5-25 6-25 8-25)                | 0 h 50 | CM          | Nadira Ait Oumghar (4)                       | [ 17 ]    |

Légende: CAVB : match de Championnat d'Afrique 2015 / A : match amical / GPM : match de la Grand Prix mondial 2015 / CM : match de la Coupe du monde 2015 / QJA : match de la Qualifications Jeux africains 2015.

## Les joueurs en A
| Joueurs                   |             |             |             |             |             |             |             |             |             |             |             |             |             |             |             |             |             |
| Attaquants                |             |             |             |             |             |             |             |             |             |             |             |             |             |             |             |             |             |
| Zahra Guimour             | NP          | (1pt)       | NP          | NP          | NP          | a participé | -           | -           | -           | -           | -           | -           | -           | -           | -           | -           | -           |
| Yasmine Abderrahim        | a participé | (5pts)      | NP          | (3pts)      | a participé | a participé | -           | -           | -           | -           | -           | -           | -           | -           | -           | -           | -           |
| Kahina Arbouche           | (5pts)      | (9pts)      | (8pts)      | (15pts)     | (9pts)      | (18pts)     | -           | -           | -           | -           | -           | -           | -           | -           | -           | -           | -           |
| Nadira Ait Oumghar        | -           | -           | -           | -           | -           | -           | (3pts)      | (2pts)      | (4pts)      | (1pt)       | (3pts)      | (2pts)      | (7pts)      | (2pts)      | (6pts)      | (5pts)      | (4pts)      |
| Amira Sadi                | -           | -           | -           | -           | -           | -           | NP          | (1pt)       | a participé | (1pt)       | a participé | a participé | NP          | a participé | NP          | a participé | a participé |
| Centraux                  |             |             |             |             |             |             |             |             |             |             |             |             |             |             |             |             |             |
| Lydia Oulmou              | (9pts)      | NP          | NP          | (13pts)     | (8pts)      | (1pt)       | -           | -           | -           | -           | -           | -           | -           | -           | -           | -           | -           |
| Aicha Mezemate            | (6pts)      | (5pts)      | (8pts)      | (7pts)      | (10pts)     | (9pts)      | -           | -           | -           | -           | -           | -           | -           | -           | -           | -           | -           |
| Chahla Benmokhtar         | -           | -           | -           | -           | -           | -           | (2pts)      | (2pts)      | (2pts)      | (2pts)      | (1pt)       | (2pts)      | (4pts)      | (1pt)       | (1pt)       | (6pts)      | (1pt)       |
| Nour El Houda Bouregua    | -           | -           | -           | -           | -           | -           | (3pts)      | (3pts)      | (2pts)      | (1pt)       | a participé | a participé | NP          | NP          | a participé | NP          | NP          |
| Libero                    |             |             |             |             |             |             |             |             |             |             |             |             |             |             |             |             |             |
| Nawal Mansouri            | a participé | a participé | a participé | a participé | a participé | a participé | -           | -           | -           | -           | -           | -           | -           | -           | -           | -           | -           |
| Redouani Amina            | (4pts)      | (2pts)      | (12pts)     | (6pts)      | (11pts)     | (15pts)     | -           | -           | -           | -           | -           | -           | -           | -           | -           | -           | -           |
| Ryma Mebarki              | -           | -           | -           | -           | -           | -           | a participé | a participé | a participé | a participé | a participé | a participé | a participé | a participé | a participé | a participé | a participé |
| Passeurs                  |             |             |             |             |             |             |             |             |             |             |             |             |             |             |             |             |             |
| Fatima Zahra Oukazi       | (3pts)      | (4pts)      | (4pts)      | (10pts)     | (4pts)      | (6pts)      | -           | -           | -           | -           | -           | -           | -           | -           | -           | -           | -           |
| Yasmine Oussalah          | NP          | a participé | NP          | NP          | NP          | NP          | -           | -           | -           | -           | -           | -           | -           | -           | -           | -           | -           |
| Amel Zaidi                | -           | -           | -           | -           | -           | -           | NP          | NP          | NP          | NP          | a participé | (4pts)      | (3pts)      | (1pt)       | (1pt)       | (2pts)      | (2pts)      |
| Silya Magnana             | -           | -           | -           | -           | -           | -           | (3pts)      | a participé | a participé | a participé | a participé | a participé | (3pts)      | (2pts)      | a participé | a participé | (1pt)       |
| Chanez Ayadi              | -           | -           | -           | -           | -           | -           | NP          | a participé | (1pt)       | a participé | a participé | a participé | (1pt)       | (1pt)       | a participé | a participé | a participé |
| Melissa Kasri             | -           | -           | -           | -           | -           | -           | (12pts)     | (3pts)      | (2pts)      | a participé | a participé | (3pts)      | a participé | a participé | a participé | NP          | a participé |
| Réceptionneurs-attaquants |             |             |             |             |             |             |             |             |             |             |             |             |             |             |             |             |             |
| Mouni Abderrahim          | NP          | (2pts)      | (4pts)      | (1pt)       | a participé | (1pt)       | -           | -           | -           | -           | -           | -           | -           | -           | -           | -           | -           |
| Safia Boukhima            | (9pts)      | (6pts)      | (8pts)      | (19pts)     | (21pts)     | (14pts)     | -           | -           | -           | -           | -           | -           | -           | -           | -           | -           | -           |
| Celia Bourihane           | NP          | a participé | NP          | NP          | NP          | NP          | -           | -           | -           | -           | -           | -           | -           | -           | -           | -           | -           |
| Nawel Hammouche           | -           | -           | -           | -           | -           | -           | (4pts)      | (2pts)      | (5pts)      | a participé | (1pt)       | (7pts)      | (9pts)      | (10pts)     | (5pts)      | (5pts)      | (3pts)      |
| Safia Imadali             | -           | -           | -           | -           | -           | -           | (1pt)       | (1pt)       | (2pts)      | (2pts)      | (2pts)      | (1pt)       | (5pts)      | (4pts)      | (2pts)      | a participé | (2pts)      |
| Sarra Belhocine           | -           | -           | -           | -           | -           | -           | a participé | a participé | a participé | a participé | NP          | NP          | (2pts)      | a participé | (1pt)       | (2pts)      | (2pts)      |

## Les sélections

### Sélection pour leChampionnat d'Afrique de volley-ball féminin 2015
| No                                        | Nom                                       | Date de naissance                         | Taille | Poids | Poste                        | Club                         |
| ----------------------------------------- | ----------------------------------------- | ----------------------------------------- | ------ | ----- | ---------------------------- | ---------------------------- |
| 2                                         | Zahra Guimour                             | 22 novembre 1996                          | 172    | 58    |                              | GS Chlef                     |
| 7                                         | Chettout Kahina                           | 20 mai 1992                               | 168    | 60    | Passeur                      | NR Chlef                     |
| 10                                        | Fatima Zahra Oukazi                       | 18 janvier 1984                           | 175    | 67    | Passeur                      | GS pétroliers                |
| 11                                        | Mouni Abderrahim                          | 19 novembre 1985                          | 171    | 60    | Réceptionneur-attaquant      | MB Béjaïa                    |
| 12                                        | Safia Boukhima                            | 10 janvier 1991                           | 176    | 64    | Réceptionneur-attaquant      | GS pétroliers                |
| 13                                        | Nawal Mansouri                            | 1er août 1985                             | 174    | 64    | Libero                       | MB Béjaïa                    |
| 15                                        | Aicha Mezemate                            | 6 juin 1991                               | 187    | 65    | Central                      | GS pétroliers                |
| 17                                        | Lydia Oulmou                              | 2 février 1986                            | 181    | 59    | Central                      | Hainaut Volley               |
| 18                                        | Redouani Amina                            | 9 septembre 1984                          | 180    | 60    | Libero                       | Romans Volleyball            |
| 19                                        | Kahina Arbouche                           | 4 septembre 1993                          | 175    | 60    | Attaquant                    | ASW Béjaïa                   |
| 21                                        | Insaf Zoubida Haddou                      | 16 janvier 1992                           | 165    | 60    |                              | NR Chlef                     |
| 24                                        | Dallal Merwa Achour                       | 3 novembre 1994                           | 175    | 60    | Central                      | ASV Blida                    |
|                                           |                                           |                                           |        |       |                              |                              |
| Encadrement technique                     | Encadrement technique                     |                                           |        |       | Légende                      | Légende                      |
| Entraîneur : François Salvagni            | Entraîneur : François Salvagni            | Entraîneur : François Salvagni            |        |       | : Capitaine                  | : Capitaine                  |
| Entraîneur(s) adjoint(s) : Nabil Tennoune | Entraîneur(s) adjoint(s) : Nabil Tennoune | Entraîneur(s) adjoint(s) : Nabil Tennoune |        |       | : Joueur blessé actuellement | : Joueur blessé actuellement |
| Manager général : Khaled Belkacemi        |                                           |                                           |        |       |                              |                              |

### Sélection pour leGrand Prix mondial de volley-ball 2015
| No                                        | Nom                                       | Date de naissance                         | Taille | Poids | Poste                        | Club                         |
| ----------------------------------------- | ----------------------------------------- | ----------------------------------------- | ------ | ----- | ---------------------------- | ---------------------------- |
| 1                                         | Nadira Ait Oumghar                        | 9 octobre 1994                            | 182    | 73    | Attaquant                    | Seddouk VB                   |
| 2                                         | Zahra Guimour                             | 22 novembre 1996                          | 172    | 58    |                              | GS Chlef                     |
| 3                                         | Salima Hamouche                           | 17 janvier 1984                           | 158    | 54    | Libero                       | GS pétroliers                |
| 4                                         | Yasmine Abderrahim                        | 16 avril 1999                             | 175    | 56    |                              | ASW Béjaïa                   |
| 5                                         | Jasmin Belguendouz                        | 11 juin 1997                              | 175    | 65    | Réceptionneur-attaquant      | Allianz Stuttgart            |
| 6                                         | Yasmine Oudni                             | 2 août 1989                               | 176    | 61    | Central                      | GS pétroliers                |
| 7                                         | Chettout Kahina                           | 20 mai 1992                               | 168    | 60    | Passeur                      | NR Chlef                     |
| 8                                         | Zohra Bensalem                            | 5 avril 1990                              | 178    | 68    | Réceptionneur-attaquant      | GS pétroliers                |
| 9                                         | Yasmine Oussalah                          | 4 juillet 1993                            | 174    | 60    | Passeur                      | ASW Béjaïa                   |
| 10                                        | Fatima Zahra Oukazi                       | 18 janvier 1984                           | 175    | 67    | Passeur                      | GS pétroliers                |
| 11                                        | Mouni Abderrahim                          | 19 novembre 1985                          | 171    | 60    | Réceptionneur-attaquant      | MB Béjaïa                    |
| 12                                        | Safia Boukhima                            | 10 janvier 1991                           | 176    | 64    | Réceptionneur-attaquant      | GS pétroliers                |
| 13                                        | Nawal Mansouri                            | 1er août 1985                             | 174    | 64    | Libero                       | MB Béjaïa                    |
| 14                                        | Bekhta Rabah-Mazari                       | 5 mai 1998                                | 175    | 65    | Réceptionneur-attaquant      | NR Chlef                     |
| 15                                        | Aicha Mezemate                            | 6 juin 1991                               | 187    | 65    | Central                      | GS pétroliers                |
| 16                                        | Celia Bourihane                           | 22 janvier 1995                           | 177    | 60    | Réceptionneur-attaquant      | NC Béjaia                    |
| 17                                        | Lydia Oulmou                              | 2 février 1986                            | 181    | 59    | Central                      | Hainaut Volley               |
| 18                                        | Redouani Amina                            | 9 septembre 1984                          | 180    | 60    | Libero                       | Romans Volleyball            |
| 19                                        | Kahina Arbouche                           | 4 septembre 1993                          | 175    | 60    | Attaquant                    | ASW Béjaïa                   |
| 20                                        | Nawel Hammouche                           | 25 avril 1997                             | 181    | 62    | Central                      | NC Béjaia                    |
| 21                                        | Insaf Zoubida Haddou                      | 16 janvier 1992                           | 165    | 60    |                              | NR Chlef                     |
| 22                                        | Silya Magnana                             | 16 mars 1991                              | 180    | 71    | Passeur                      | MB Béjaïa                    |
| 23                                        | Rayhana Miloud Hocine                     | 3 janvier 1996                            | 162    | 52    |                              | WO Chlef                     |
| 24                                        | Dallal Merwa Achour                       | 3 novembre 1994                           | 175    | 60    | Central                      | ASV Blida                    |
|                                           |                                           |                                           |        |       |                              |                              |
| Encadrement technique                     | Encadrement technique                     |                                           |        |       | Légende                      | Légende                      |
| Entraîneur : François Salvagni            | Entraîneur : François Salvagni            | Entraîneur : François Salvagni            |        |       | : Capitaine                  | : Capitaine                  |
| Entraîneur(s) adjoint(s) : Nabil Tennoune | Entraîneur(s) adjoint(s) : Nabil Tennoune | Entraîneur(s) adjoint(s) : Nabil Tennoune |        |       | : Joueur blessé actuellement | : Joueur blessé actuellement |
| Manager général : Khaled Belkacemi        |                                           |                                           |        |       |                              |                              |